# گانگستار ریو: شهر قدیسین
گانگستار ریو: شهر قدیسین (انگلیسی: Gangstar Rio: City of Saints) یک بازی ویدئویی اکشن-ماجرایی تک‌نفره برای سکو‌های اندروید، آی‌اواس و جاوا می می‌باشد که توسط گیم‌لافت توسعه و نشر پیدا کرده است.
گانگستار ریو: شهر قدیسین در ریودو ژانیرو، برزیل زمان حال رخ می‌دهد. مانند سری بازی‌های اتومبیل‌دزدی بزرگ، گانگستار ریو نیز دارای عناصر مسابقه‌ای و تیراندازی سوم شخص بوده و دارای «جهانی آزاد» می‌باشد.
گانگستار ریو بعد از شهر جرم، شاهان لس‌آنجلس، حقه‌بازی ساحل غربی و دفاع میامی، پنجمین بازی از سری گانگستار است.